# Erepsia bracteata
Erepsia bracteata là một loài thực vật có hoa trong họ Phiên hạnh. Loài này được (Aiton) Schwantes mô tả khoa học đầu tiên năm 1928.